# Xiamen C&D
Xiamen C&D Corporation Limited (также известна как Xiamen Construction and Development Group) — китайский государственный многопрофильный конгломерат, основные интересы которого сконцентрированы в сфере оптовой торговли сырьём и товарами, логистики, инвестиций, недвижимости, делового туризма и гостиничного дела. Входит в число крупнейших компаний страны и мира. Основан в декабре 1980 года, штаб-квартира расположена в городе Сямынь (провинция Фуцзянь).  

## История
В декабре 1980 года городские власти Сямыня основали Xiamen Special Economic Zone Construction and Development Corporation, которая занималась обслуживанием новосозданной СЭЗ (приём иностранных бизнесменов, проведение переговоров, подготовка проектов, преобразование старых предприятий, внедрение иностранного капитала и технологий, участие в различных СП). В 1984 году был основан первый пятизвёздочный отель компании — C&D Hotel Xiamen. 
Во второй половине 1980-х годов Xiamen C&D активно занялась экспортно-импортными операциями через Сымынь и другие порты Восточного Китая. В начале 1996 года название компании было официально изменено на Xiamen C&D Corporation Limited. В начале 1998 года C&D Corporation на базе своих торговых, портовых и логистических активов создала компанию Xiamen C&D Inc., которая 16 июня 1998 года успешно вышла на Шанхайскую фондовую биржу. В 2003 году C&D Corporation объединила свои туристические и гостиничные активы в компанию C&D Tourism and Hotels Incorporation.

## Деятельность
- Создание и эксплуатация цепочек поставок для своих корпоративных клиентов (закупка, доставка, разгрузка, хранение и дистрибуция продукции — целлюлозы, бумаги, текстиля, автомобилей, железа, стали, минерального сырья, химической, электротехнической, механической и сельскохозяйственной продукции, вина и других алкогольных напитков)[7].
- Развитие жилой и коммерческой недвижимости в Сямыне, Фучжоу, Гуанчжоу, Шэньчжэне, Гонконге, Макао, Шанхае, Нанкине, Тяньцзине и других городах Китая, а также в Австралии[8].
- Развитие делового, внутреннего и выездного туризма, гостиничных сетей, рекреационных и развлекательных курортов в провинции Фуцзянь (гостиничные сети C&D Hotel и Yiho Hotel, а также гостиницы и курортные комплексы Bamin Hotel, Lakeside Hotel, International Seaside Hotel, City Hotel, International Conference Center Hotel, C&D Resort, Seaview Resort, Carp Islet Resort и Dahongpao Resort)[9].
- Проведение международных выставок и конференций, управление выставочными центрами и концертными залами (Xiamen International Conference and Exhibition Center, Xiamen International Conference Center, Fuzhou Strait International Conference and Exhibition Center)[10].
- Также Xiamen C&D Corporation инвестирует в различные промышленные, финансовые, транспортные, медицинские и медийные компании, в том числе Xiamen Airlines (34 %), Xiamen Overseas Chinese Electronic (52,3 %), Xiamen Faratronic (10,9 %), Xiamen Prima Technology (4,1 %), Xiamen International Bank (5,65 %), Xiamen Rural Commercial Bank (7,5 %), Xiamen International Trust (10 %), King Dragon Life Insurance (50 %), Mango TV, Chongqing Pharmaceutical, Pharmaron, Mobvista[11][12][13].

## Дочерние компании
- Xiamen C&D Inc. (логистика)[14][15][16][17]
  - C&D Real Estate (недвижимость)
  - Lianfa Group (недвижимость)
  - C&D Shipbuilding (судостроение)[18]

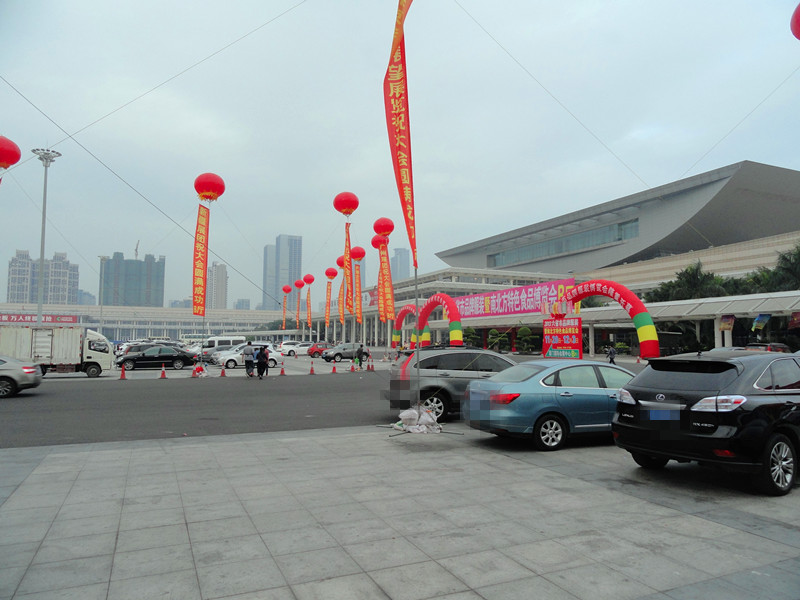
Центр конференций и выставок Сямыня

- Xiamen C&D Tourism and Hotels Incorporation (туризм и гостиничное дело)[19]
  - Xiamen C&D International Travel Service Group (туризм)
  - C&D Hotel (сеть отелей)
  - Yiho Hotel (сеть отелей)
  - Yuehua Hotel (сеть отелей)
- Xiamen Conference & Exhibition Group (выставки и конференции)[20]
- King Dragon Life Insurance (страхование)
- Xiamen C&D Emerging Investment (инвестиции)
- Xiamen C&D International Investment Group (инвестиции)
- Xiamen C&D Medical Health Investment (здравоохранение)
- Xiamen C&D Cultural Creative and Sports (развлечения и спорт)
- Xiamen Overseas Chinese Electronic (электроника)
- Xiamen Shipbuilding (судостроение)